# Armando Goyena
Armando Goyena (7 de dezembro de 1922 - 9 de março de 2011) foi um ator das Filipinas.